# Odontolabis

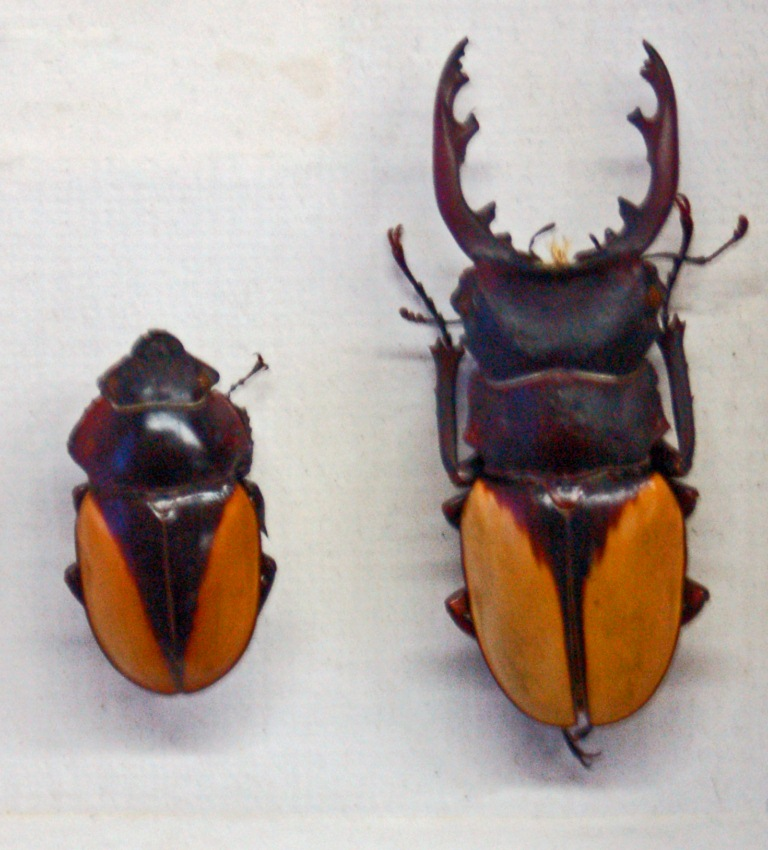
Odontolabis delesserti.

Odontolabis es un género de coleóptero de la familia Lucanidae.

## Especies
Las especies de este género son:
- Odontolabis alces (Fabricius, 1775)
- Odontolabis antilope Von Rothenburg, 1901
- Odontolabis brookeana (Vollenhoven, 1861)
- Odontolabis burmeisteri (Hope, 1841)
- Odontolabis camela (Olivier, 1789)
- Odontolabis castelnaudi Parry, 1862
- Odontolabis cuvera Hope, 1842
  - Odontolabis cuvera boulouxi
  - Odontolabis cuvera cuvera
  - Odontolabis cuvera fallaciosa
  - Odontolabis cuvera gestroi
  - Odontolabis cuvera lunulata
  - Odontolabis cuvera rattii
  - Odontolabis cuvera sinensis
- Odontolabis mouhoti Parry, 1864
  - Odontolabis mouhoti mouhoti
- Odontolabis dalmani (Hope & Westwood, 1845)
  - Odontolabis dalmani dalmani
  - Odontolabis dalmani sulaensis
  - Odontolabis dalmani tahulandangensis
- Odontolabis delessertii (Guerrin-Meneville, 1843)
- Odontolabis eremicola Mollenkamp, 1905
- Odontolabis femoralis Waterhouse, 1887
  - Odontolabis femoralis femoralis
  - Odontolabis femoralis waterstradti
- Odontolabis gazella (Fabricius, 1787)
  - Odontolabis gazella demoulini
  - Odontolabis gazella gazella
  - Odontolabis gazella inaequalis
  - Odontolabis gazella instabilis
  - Odontolabis gazella zebui
- Odontolabis hansi
- Odontolabis hitam Nagai, 1986
- Odontolabis imperialis Mollenkamp, 1904
- Odontolabis katsurai
- Odontolabis kikuchii
- Odontolabis kirchneri
- Odontolabis lacordairei (Vollenhoven, 1861)
- Odontolabis latipennis (Hope & Westwood, 1845)
  - Odontolabis latipennis fratella
  - Odontolabis latipennis latipennis
  - Odontolabis latipennis planiceps
- Odontolabis leuthneri Boileau, 1897
- Odontolabis lowei Parry, 1873
- Odontolabis ludekingi (Vollenhoven, 1861)
  - Odontolabis ludekingi ludekingi
  - Odontolabis ludekingi monticola
- Odontolabis macrocephala Lacroix, 1984
- Odontolabis martinii
- Odontolabis micros De Lisle, 1970
- Odontolabis mollenkampi Fruhstorfer, 1898
- Odontolabis nobuhikoi
- Odontolabis pareoxa Bomans & Ratti, 1973
- Odontolabis picea Bomans, 1986
- Odontolabis platynota (Hope & Westwood, 1845)
  - Odontolabis platynota coomani
  - Odontolabis platynota platynota
- Odontolabis quadrimaculata Kriesche, 1920
- Odontolabis relucens Mollenkamp, 1900
- Odontolabis siva (Hope & Westwood, 1845)
  - Odontolabis siva parryi
  - Odontolabis siva siva
- Odontolabis somneri Parry, 1862
- Odontolabis spectabilis Boileau, 1902
- Odontolabis stevensii Thomson, 1862
  - Odontolabis stevensi duivenbodei
  - Odontolabis stevensi stevensi
- Odontolabis snellenvonvollenhoveni
- Odontolabis versicolor (Didier, 1931)
- Odontolabis vollenhoveni Parry, 1864
- Odontolabis wollastoni Parry, 1864
- Odontolabis yasuokai Mizunuma, 1994